# Кокс (компания)
«Кокс» — российская компания, расположенная в городе Кемерово и производящая металлургический кокс. Принадлежит Промышленно-металлургическому холдингу.

## История
В 1912 году бельгийско-российское акционерное общество «Копикуз» приступило к разработке недр Кузнецкого каменноугольного бассейна и строительству первого предприятия по переработке коксующихся углей в посёлке Щегловск.
В 1915 году началось строительство коксовых батарей и химического завода. В 1915—1917 годах на средства Копикуза была построена канатная дорога через Томь для транспортировки угля от шахт к комплексу углеподготовки.
В 1922 году основана Автономная индустриальная колония «Кузбасс». Иностранные рабочие, в основном американцы, голландцы и бельгийцы, по договору с советскими властями прибыли в регион для восстановления угольной промышленности, в том числе достройки Кемеровского коксохимического завода.
2 марта 1924 года запущена первая коксовая батарея. Этот день стал днём рождения завода. В первые годы работы предприятие выжигало 200 тонн кокса в сутки, вырабатывало две тонны бензола, полтонны аммиака и разгоняло за месяц 200 тонн смолы.
В 1926 году построена вторая коксовая батарея, в 1929 году — третья. Новые батареи были построены по проекту советского инженера Ивана Лоханского.
В 1934 году запущена четвёртая коксовая батарея мощностью 415 тыс. тонн кокса.
В 1935 году введена в строй пятая коксовая батарея мощностью 900 тыс. тонн.
В 1943 году за образцовое выполнение заданий ГКО СССР, за производство и освоение новых видов продукции завод был награждён орденом Ленина. По итогам ВОВ 2 260 рабочих были награждены медалями «За доблестный труд в годы войны». За время войны на фронт ушли более 2 000 коксохимиков. 95 рабочих, специалистов и служащих удостоены орденов и медалей.
В 1946 году за самоотверженный труд рабочих во время Великой Отечественной войны завод получил на вечное хранение Красное знамя Государственного комитета обороны.
В 1949 году за разработку нового метода электродного кокса работникам завода Н. П. Токареву, Б. С. Филиппову, К. В. Золотарёву и Е. И. Яхнису присудили Государственную премию СССР.
1 марта 1974 года за успешное выполнение народнохозяйственного плана и в связи с 50-летием Кемеровский коксохимический завод награждён орденом Трудового Красного Знамени, 36 лучших тружеников предприятия отмечены орденами и медалями.
В 1973 году запущена в строй коксовая батарея № 6, в 1975 коксовая батарея № 4 выдала первый кокс, а в 1979 году заработала коксовая батарея № 5. В 1979 году на предприятии завершилась реконструкция, после которой был закрыт старый завод, построенный в двадцатых годах.
В 1995 году на общем собрании акционеров генеральным директором АО «Кокс» был избран Борис Зубицкий.
В 2001 году завершена реконструкция коксовой батареи № 6.
В 2007 году построен комплекс коксовой батареи № 3 и запущена установка очистки коксового газа круговым фосфатным способом. Расширен существующий закрытый склад угля и построен механизированный погрузочно-разгрузочный комплекс на 100 тысяч тонн.
В 2016 году запущена первая очередь конденсационной электростанции мощностью 12 МВт, работающей на коксовом газе.
В 2017 году запущена закрытая факельная установка (ЗФУ), позволившая погасить «факел» и сжигать коксовый газ более экологично и с меньшим уровнем шума по сравнению с открытыми факельными установками.
В 2018 году состоялся запуск вагоноопрокидывателя ВРС-125, полностью спроектированного, изготовленного и смонтированного работниками предприятия.
В 2019 году запущена вторая очередь конденсационной электростанции. Общая мощность станции достигла 24 МВт.
В мае 2019 года решением суда на имущество компании в пределах 303,3 млн руб. был наложен арест. Арест был наложен в рамках дела о банкротстве одной из структур «Кокса» — ЗАО «Сибирские ресурсы», по иску кредитора ООО "ГТК «Кузбасспромуголь».
В январе 2022 года президент ПМХ Евгений Зубицкий увеличил свою долю в компании через прямое и косвенное владение до 82 %.

## Общая информация
ПАО «Кокс» входит в перечень системообразующих организаций Кемеровской области.
Основными подразделениями завода являются углеподготовительный и коксовый цехи, а также цехи улавливания химических продуктов коксования № 1 и № 2. На промышленной площадке функционируют четыре коксовых батареи суммарной мощностью 3 млн тонн кокса в год, также производящие побочные продукты — бензол, каменноугольная смола, очищенный коксовый газ.
Имеется конденсационная электростанция мощностью 24 МВт, работающая на коксовом газе.
Сырьевой базой предприятия являются коксующиеся угли, которые добывают на шахтах «Бутовская» (г. Кемерово) и им. С. Д. Тихова (г. Ленинск-Кузнецкий), а также участке «Коксовый» (г. Киселёвск). Добытый уголь обогащается на ЦОФ «Берёзовская» (г. Берёзовский). . Полученный угольный концентрат используется в процессе коксования на «Коксе».

## Рейтинговые оценки
- Рейтинговое агентство «Эксперт РА» в 2015 году присвоило  ПАО «Кокс» рейтинговую оценку A+(II) со стабильным прогнозом, в 2016 году рейтинг был понижен до A (I), а затем отозван. Рейтинг возобновлён на уровне ruBBB+ в 2018 году и вновь отозван в 2019[15].
- Рейтинговое агентство АКРА в 2020 году присвоило ПАО «Кокс» рейтинговую оценку A-(RU) со стабильным прогнозом. В 2022 году рейтинг был повышен до A(RU), в 2024 - вновь снижен до A-(RU) с негативным прогнозом[16].
- В июне 2024 года рейтинговое агентство НКР присвоило ПАО «Кокс» кредитный рейтинг A+.ru со стабильным прогнозом[17]. В декабре того же года прогноз был изменен на негативный[18].

## Награды
- Орден Ленина (Кемеровский коксохимический завод, 1943)[19]
- Государственная премия СССР
- Орден Трудового Красного Знамени (Нижнетагильский коксохимический завод, 1943)[20]